# هريس (شبستر)
هريس هي قرية في مقاطعة شبستر، إيران. عدد سكان هذه القرية هو 1,110 في سنة 2006.